# Mabel Osgood Wright
Mabel Osgood Wright (26 janvier 1859 - 16 juillet 1934) est une ornithologue et écrivaine américaine. Elle est l'une des premières dirigeantes du mouvement Audubon.

## Biographie
Mabel Osgood naît à New York en 1859, elle est la fille de Samuel Osgood, pasteur unitarien, et d'Ellen Ellen Haswell Murdock. Elle est éduquée à domicile et dans des écoles privées.
Elle épouse James Osborne Wright, un Anglais, le 25 septembre 1884. Le couple séjourne quelque temps en Angleterre, puis s'installe à Fairfield dans le Connecticut.
Elle publie un essai, A New England May Day, dans l'Evening Post en 1893. Cet essai est repris dans son premier livre, The Friendship of Nature, en 1894. En 1894, elle publie également Birdcraft: A Field Book of Two Hundred Song, Game, and Water Birds, un manuel de vulgarisation sur les oiseaux, avec des reproductions en couleur de John James Audubon et d'autres artistes pour illustrer les espèces couramment rencontrées à la maison ou dans un parc. Le guide est réédité avec des dessins de Louis Agassiz Fuertes. Frank Michler Chapman le décrit comme « l'un des premiers et plus réussis manuels d'oiseaux ». Deux ans plus tard, elle publie Citizen Bird: Scenes from Bird-life in Plain English for Beginners, en collaboration avec Elliott Coues.
Elle contribue dès sa création en 1899, au magazine Bird-Lore de la Société nationale Audubon, avec William Dutcher, avec une fonction de rédactrice jusqu'à sa mort. Elle aide à organiser la Société Audubon du Connecticut, dont elle est la première présidente en 1898. De 1905 à 1928, Wright dirige la Société nationale Audubon. Elle est élue membre associée de l'American Ornithologists' Union en 1895 et est l'une des trois premières femmes élue membre à part entière en 1901 avec Florence Bailey et Olive Thorne Miller. Wright établit le Birdcraft Sanctuary en 1914, à Fairfield qui est le plus ancien sanctuaire privé d'oiseaux chanteurs des États-Unis.
Elle meurt le 16 juillet 1934, à Fairfield. Elle est inhumée au cimetière d'Oaklawn dans cette ville.

## Œuvres choisies

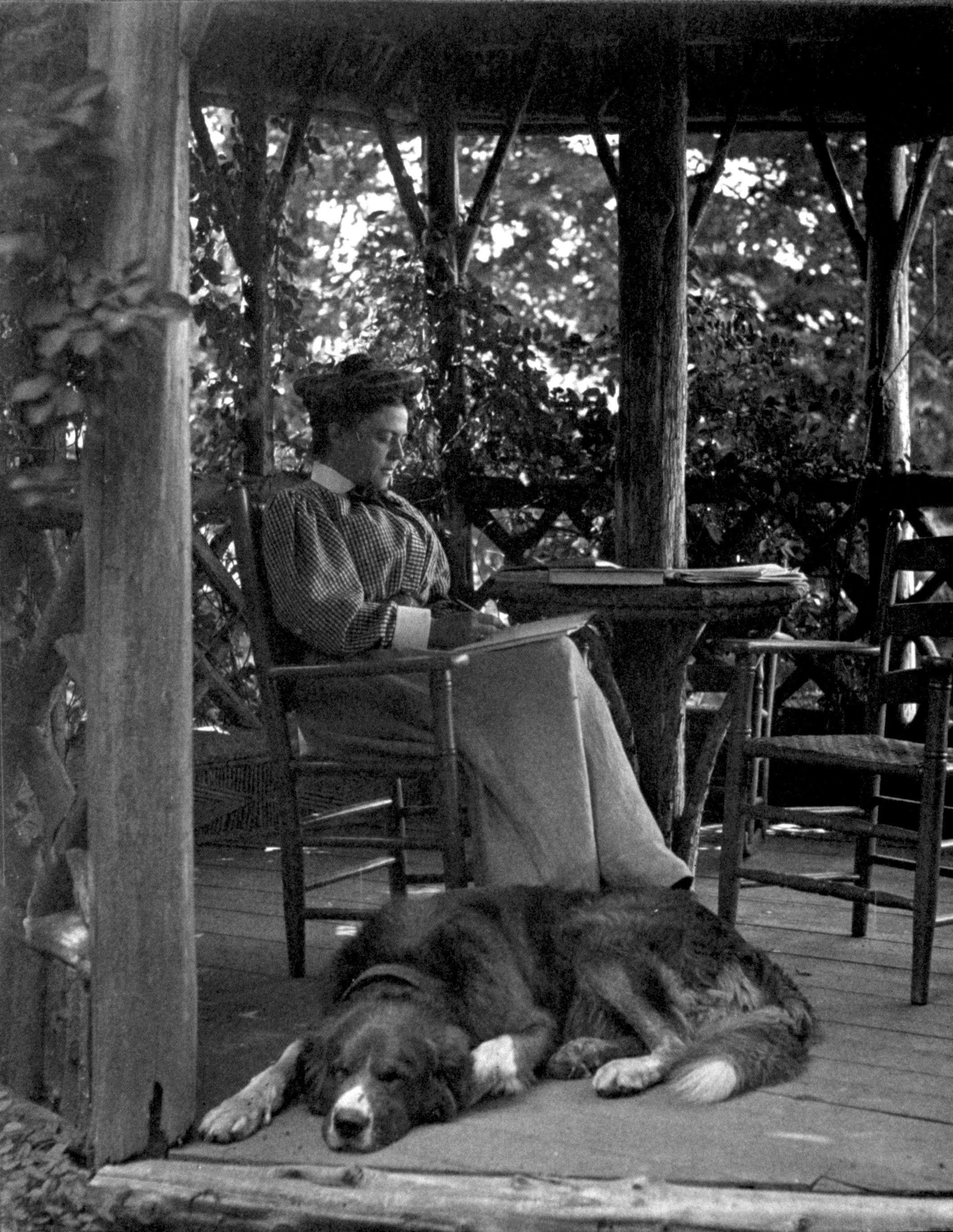
Mabel Osgood Wright photographiée par son mari James Osborne Wright

- The Friendship of Nature:A New England Chronicle of Birds and Flowers, New York, NY, Macmillan, 1894 (lire en ligne)
- Birdcraft: A Field Book of Two Hundred Song, Game, and Water Birds, New York, NY, Macmillan, 1895 (lire en ligne)
- Citizen Bird: Scenes from Bird-life in Plain English for Beginners, New York, NY, Macmillan, 1897 (lire en ligne)
- Four-footed Americans and Their Kin, New York, NY, Macmillan, 1898 (lire en ligne)
- Flowers and Ferns in Their Haunts, New York, NY, Macmillan, 1901 (lire en ligne)
- The Garden of a Commuter's Wife, Recorded by the Gardener, New York, NY, Macmillan, 1901 (lire en ligne) In the 1911 reprint edition, no name appears on the title page save "The Gardener."
- Aunt Jimmy's Will, New York, NY, Macmillan, 1903 (lire en ligne)
- Mabel Osgood Wright, People of the Whirlpool, From the Experience Book of a Commuter's Wife, 1903 (lire en ligne)
- The Garden, You, and I, New York, NY, Macmillan, 1906 (lire en ligne) Under the pseudonym "Barbara."
- The Heart of Nature, New York, NY, Macmillan, 1906 (lire en ligne)
- Gray Lady and the Birds: Stories of the Bird Year for Home and School, New York, NY, Macmillan, 1907 (lire en ligne)
- Poppea of the Post Office, New York, NY, Macmillan, 1909 (lire en ligne) Title page has "By Mabel Osgood Wright (Barbara)".
- The Making of Birdcraft Sanctuary, South Norwalk, CT, Gorham Press, 1922 (lire en ligne)